# Гликерија Ђокић
Гликерија (световно Анђа Ђокић; Горња Буковица, код Бијељине, 26. мај 1927 — Манастир Пећка патријаршија, 16. јануар 2012) била је српска схи-монахиња Манастира Пећке патријаршије.

## Биографија
Схимонахиња Гликерија (Ђокић) рођена је на дан св. мученице Гликерије 26. маја 1927. године у селу Горњој Буковици, код Бијељине, као друго од петоро деце Милорада и Анице Ђокић. На крштењу је добила име Анђа.
Године 1952. одлази у Манастир Тавну код Бијељине, а 1955. године прелази (са још неколико сестара) у Манастир Нимник код Пожаревца где је и замонашена у чин расофорне монахиње добивши име Гликерија од стране епископа пожаревачко-браничевскога Хризостома Војиновића.
Из Манастира Нимника ће 1957. године, на захтев тадашњег патријарха српскога Викентија Проданова упућен преко надлежног Епископа браничевског Хризостома, њих седам (игуманија Февронија Божић, три монахиње и три искушенице) поћи за Косово и Метохију у Манастир Пећку патријаршију.
У велику схиму замонашена је у навечерје св. првомученика и архиђакона Стефана 7. јануара. 2012. године. Упокојила се у Господу 16. јануара 2012. године у Манастиру Пећка патријаршија где је и сахрањена.